# أنيكا
أنيكا (بالإنجليزية: Anika)‏ هي مغنية وكاتبة غنائية بريطانية، ولدت في 6 فبراير 1987.

## وصلات خارجية
- أنيكا على موقع ميوزك برينز (الإنجليزية)
- أنيكا على موقع ديسكوغز (الإنجليزية)